# The Caretaker (Doctor Who)
"The Caretaker" é o sexto episódio da oitava temporada da série de ficção científica britânica Doctor Who, transmitido originalmente na BBC One em 27 de setembro de 2014. Foi escrito por Gareth Roberts e pelo showrunner e produtor executivo da série, Steven Moffat, e foi dirigido por Douglas Mackinnon.
No episódio, o alienígena viajante do tempo conhecido como o Doutor (Peter Capaldi) se disfarça como zelador da Coal Hill School - o local de trabalho de sua acompanhante de viagem Clara (Jenna Coleman) - para parar um robô ameaçador chamado Skovox Blitzer (Jimmy Vee), enquanto também entra em conflito com o namorado de Clara, o ex-soldado Danny Pink (Samuel Anderson).
O episódio foi assistido por 6,82 milhões de telespectadores no Reino Unido e recebeu críticas positivas dos avaliadores.

## Enredo
Clara luta para se equilibrar entre a emoção de ser a acompanhante de viagem do Doutor, a normalidade de lecionar na Coal Hill School e manter seu relacionamento com Danny, um ex-soldado.
O Doutor alerta Clara que ele precisará ir sozinho em sua próxima excursão sob um "disfarce", mas Clara se surpreende no dia seguinte ao saber que ele foi contratado como zelador temporário. Em particular, o Doutor explica que um robô assassino, o Skovox Blitzer, está perto da escola e já matou um oficial de apoio comunitário. Se ele não intervir, poderá destruir a Terra. Ele tem plantado dispositivos ao redor da escola para criar um vórtice de deslocamento no tempo, a fim de enviar o robô para um futuro distante, onde não possa prejudicar ninguém, e tem um relógio de invisibilidade para ajudar a abordá-lo.
Danny observa as interações do Doutor com Clara e fica desconfiado dele. Ele inadvertidamente encontra um dos dispositivos que o Doutor plantou e interfere em suas configurações. Quando o Doutor tenta executar seu plano, a mudança de Danny faz com que o Blitzer seja deslocado apenas 74 horas. Depois de ver o Doutor abordar Clara novamente discutindo essa mudança de plano, Danny aborda ela, acreditando que ela é uma alienígena, durante o qual Clara admite seu amor por Danny. O Doutor argumenta que Clara cometeu um "erro de namorado" por namorar Danny. Clara permite que Danny use o relógio de invisibilidade para ver como ela interage com o Doutor, que, no entanto, está ciente da presença dele, que compara o Doutor a um oficial antes de partir. Enquanto isso, a estudante Courtney Woods encontra a TARDIS do Doutor e começa a segui-lo.
Na Noite dos Pais, o Blitzer se rematerializa mais cedo do que o esperado. O Doutor e Clara acionam inadvertidamente o mecanismo de autodestruição do Blitzer, mas a intervenção oportuna de Danny permite que eles o forcem a parar. O Doutor oferece a Courtney uma viagem na TARDIS enquanto ele deixa o Blitzer inativo no espaço profundo, mas Courtney acaba ficando doente e vomitando dentro da nave. Na Terra, Danny diz a Clara que está impressionado com a determinação dela sob o comando do Doutor, mas não deve deixá-lo pressioná-la demais, caso contrário, o relacionamento deles terminará.
Enquanto isso, o oficial de apoio comunitário desperta na Terra Prometida, também conhecida como Netheresfera. O entrevistador, Seb, informa sobre sua morte e seu paradeiro, e afirma que Missy está ocupada demais para lidar com ele.

### Continuidade
O pseudônimo "John Smith" foi usado pelo Doutor várias vezes ao longo do show, começando em The Wheel in Space (1968).
O Doutor menciona River Song, que apareceu pela última vez em "The Name of the Doctor" (2013).
O Sétimo Doutor foi confundido com um candidato ao cargo de zelador da Coal Hill School no serial Remembrance of the Daleks de 1988.

## Produção
A leitura de "The Caretaker" ocorreu em 20 de março de 2014. As filmagens começaram logo depois, em 24 de março de 2014, na Bute Street e na Lloyd George Avenue em Cardiff. As filmagens continuaram no The Maltings em Cardiff Bay e no antigo St Illtyd's Boys' College, Splott em 4 de abril de 2014. Cenas também foram filmadas na Holton Primary School em Barry em 5 de abril de 2014, e na Tonyrefail Comprehensive School, localizada nos vales do Sul de Gales, em 8 de abril de 2014. A fotografia principal foi concluída em 11 de abril de 2014; a cena final com Seb (retratada por Chris Addison) foi filmada em 11 de junho de 2014.

## Transmissão e recepção
| Críticas profissionais: | Críticas profissionais: |
| Avaliações da crítica   | Avaliações da crítica   |
| Fonte                   | Avaliação               |
| ----------------------- | ----------------------- |
| The A.V. Club           | A−                      |
| SFX Magazine            | [ 5 ]                   |
| TV Fanatic              | [ 6 ]                   |
| CultBox                 | [ 7 ]                   |
| IndieWire               | A−                      |
| IGN                     | 7,9                     |
| New York Magazine       | [ 10 ]                  |
| Radio Times             | [ 11 ]                  |
| Digital Spy             | [ 12 ]                  |
| The Daily Telegraph     | [ 13 ]                  |
| Daily Mirror            | [ 14 ]                  |

### Transmissão
Os números de audiência mostraram uma audiência de 4,89 milhões na noite de estreia do episódio. Ao total, foi assistido por 6,82 milhões de telespectadores. Nos Estados Unidos, o episódio rendeu 0,96 milhão de telespectadores. O episódio recebeu uma pontuação no Índice de Apreciação de 83.

### Recepção critica
O episódio recebeu críticas positivas. Richard Beech, do Daily Mirror, deu ao episódio 4 estrelas de 5, chamando-o de "engraçado, alegre e totalmente divertido", e elogiou o timing cômico de Capaldi. Ceri Radford do The Daily Telegraph também deu 4 estrelas de 5 e elogiou o desempenho de Capaldi. Simon Brew, do Den of Geek, chamou-o de "indiscutivelmente um dos melhores [da oitava temporada]". Ele também elogiou os elementos cômicos do episódio e elogiou as habilidades de contar histórias de Roberts. Ele elogiou Coleman e Anderson, chamando-os de "excelentes" e disse que foi o "melhor desempenho da temporada". Morgan Jeffery do Digital Spy deu uma crítica positiva ao episódio, chamando-o de "engraçado, caloroso e comovente". No entanto, eles criticaram a ameaça do Blitzer. Eles elogiaram também Capaldi e sua interpretação do Doutor, chamando-o de "a versão mais complexa e variável do Senhor do Tempo que vimos desde Eccleston". Ele deu 4 estrelas de 5.
Matt Risley do IGN deu uma crítica positiva ao episódio, elogiando a caracterização de Clara na temporada. Ele chamou "The Caretaker" de "satisfatório, apesar dos ocasionais deslizes para as bobagens de soap operas". Ele elogiou a atuação dos três protagonistas, mas também criticou o Blitzer, chamando-o de "um design que evoca uma imitação de empregada dos Jetsons e um Roomba que enlouqueceu". No geral, ele deu ao episódio 7,9 de 10 (Bom), dizendo que "'The Caretaker' foi emocionalmente envolvente com um diálogo dinâmico", e chamou-o de uma vitória para a série. Neela Debnath do The Independent deu ao episódio uma crítica negativa, chamando-o de "uma aventura branda baseada na Terra que não conseguiu entusiasmar." No entanto, ela elogiou Ellis George, chamando-a de "uma estrela em formação" e sua inclusão no episódio como "ótima".